# Jacques Santi
Jacques Santi, nome d'arte di Jacques Dijoubi (Parigi, 11 marzo 1939 – Parigi, 29 marzo 1988), è stato un attore francese.
Noto soprattutto in Francia, è stato uno dei protagonisti della serie televisiva I cavalieri del cielo, nella parte del pilota di Mirage dell'aeronautica militare francese Michel Tanguy. Morì prematuramente a 49 anni, per un tumore al cervello.

## Filmografia parziale
- Le parigine (Les Parisiennes), regia di Marc Allégret, Claude Barma (1962)
- La spiata (La Dénonciation), regia di Jacques Doniol-Valcroze (1962)
- Allarme dal cielo (Le ciel sur la tête), regia di Yves Ciampi (1965)
- Allarme in 5 banche (Un Milliard dans un billard), regia di Nicolas Gessner (1965)
- Un colpo da mille miliardi, regia di Paolo Heusch (1966)
- Angelica e il gran sultano (Angélique et le sultan), regia di Bernard Borderie (1968)
- Promessa all'alba (Promise at Dawn), regia di Jules Dassin (1970)
- L'uomo che uccideva a sangue freddo (Traitement de choc), regia di Alain Jessua (1973)
- Peccato carnale (La révélation), regia di Alain Lavalle (1973)
- Il commissadro (Les Ripoux), regia di Claude Zidi (1984)